# Subtitrare
     Țările din Europa în care dublarea este folosită doar pentru programele pentru copii; în caz contrar, subtitrările sunt utilizate exclusiv.
     Zonele mixte: Țările din Europa folosesc ocazional traduceri vocale peste voce; în caz contrar, subtitrările sunt utilizate exclusiv.
     Voice-over: Țările din Europa folosesc de obicei traduceri Gavrilov, care prezintă una sau două voci, în timp ce scade volumul coloanei sonore originale; exemple sunt Polonia și Rusia. Această metodă este folosită în radiodifuziunea TV, dar duplicarea este folosită și în aceste țări.
     Dublarea generală: Țările din Europa în care este folosit dublarea pentru majoritatea filmelor și seriilor TV în limbi străine.
     Țările care produc ocazional dublaje, dar, în general, folosesc versiuni de duplicare ale altor țări, deoarece limbile lor sunt destul de asemănătoare între ele, iar publicul este în măsură să înțeleagă fără probleme (Belarus și Slovacia).
     Belgia: Regiunea de vorbire flamandă produce ocazional propriile versiuni de duplicare a dialectelor, altfel doar subtitrări. Regiunea francofonă din Valonia și regiunea germano-estică din Belgia de Est folosesc exclusiv un dublu complet, atât pentru filme cât și pentru seriale TV.

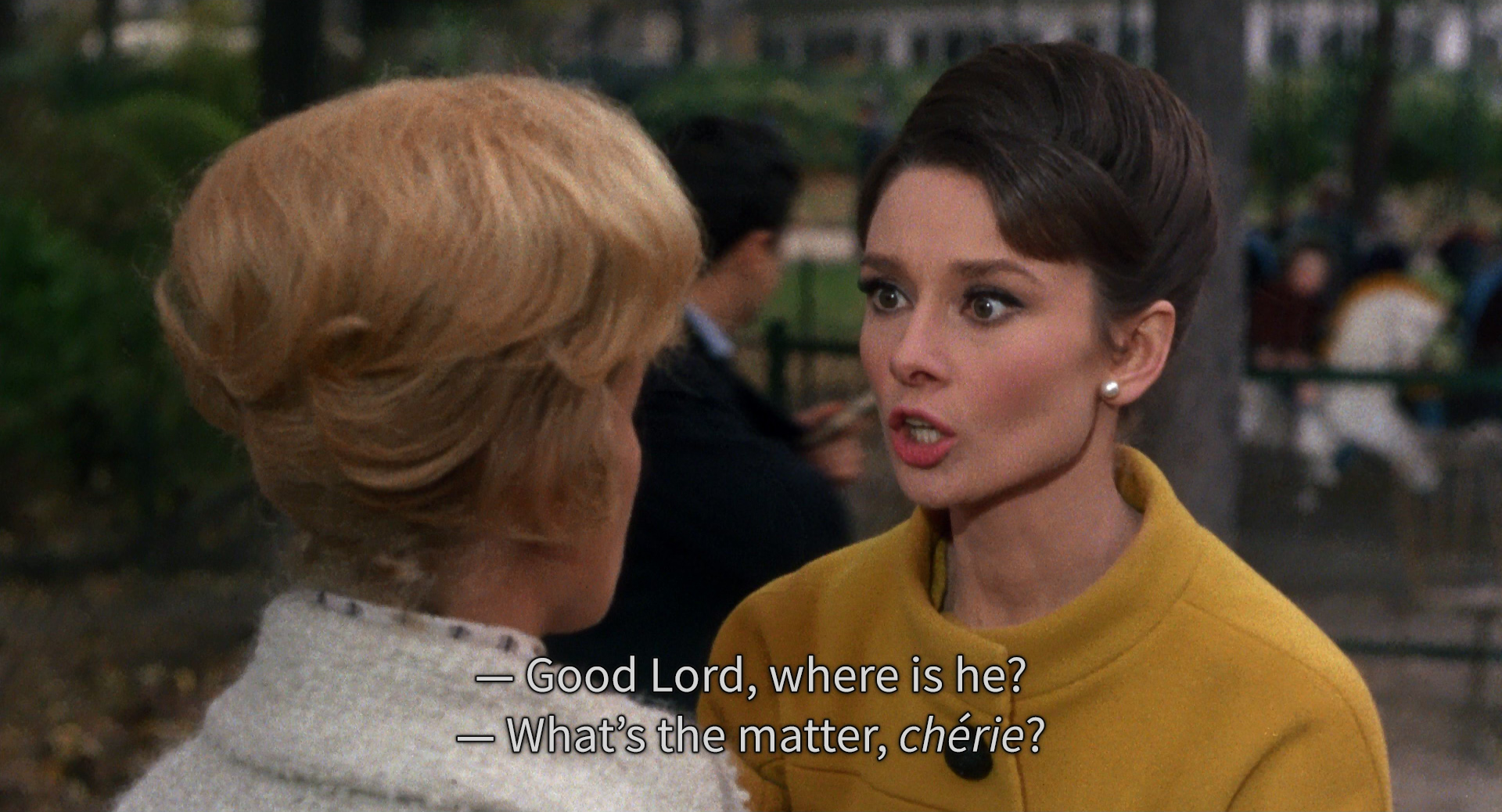
Film cu subtitrare în engleză (linia de mână este folosită pentru diferențierea boxelor).

Subtitrările sunt versiuni textuale ale dialogurilor din filme și programele de televiziune, de obicei afișate în partea de jos a ecranului. Ocazional, ele pot fi afișate în partea de sus a ecranului, pentru a nu sta în calea unei burtiere sau a altei porțiuni de text considerate importante. Subtitrările pot fi o simplă transcriere a dialogului original sau o traducere a unui dialog purtat într-o limbă străină.

Exemplu de afișare a unei subtitrări.

## Crearea, difuzarea și afișarea subtitrărilor
Creatorii profesioniști de subtitrări obișnuiesc să lucreze cu programe de calculator specializate, putând accesa instantaneu fiecare cadru dintr-o înregistrare video salvată pe un disc dur. Pe lângă conținutul subtitrărilor, traducătorul mai poate specifica poziția lor pe ecran și momentele la care fiecare subtitrare ar trebui să apară și să dispară, care pot fi specificate ca indici temporali, dacă produsul finit se distribuie pe cale electronică (de ex. TV, DVD, Internet), sau ca unități de lungime sau indici de cadru, dacă produsul finit se distribuie pe rolă tradițională de film.
Odată terminat, un fișier de subtitrare poate fi utilizat pentru a introduce subtitrările peste imaginea originală, în diferite moduri:
- prin codarea fluxului video astfel încât subtitrarea să facă parte din imagine (hardcoding), caz în care aceasta nu mai poate fi înlăturată;
- prin randarea textului și suprapunerea acestuia peste imaginea originală în timp real de către software, cu ajutorul unui decodor al televizorului sau al calculatorului, caz în care subtitrarea poate fi dezactivată, recolorată, redimensionată sau înlocuită cu alta în orice moment;
- prin convertirea într-un format grafic raster (TIFF, BMP) înainte de difuzare, pentru ca echipamentul clientului să suprapună imaginile rezultate peste imaginea originală, caz în care subtitrarea poate fi dezactivată sau înlocuită, dar nu i se poate altera aspectul.

Subtitrările pot fi create și cu ajutorul unor programe disponibile gratuit, cum ar fi Subtitle Workshop pentru Windows, Aegisub pentru Mac/Windows, MovieCaptioner pentru Mac/Windows sau Subtitle Composer pentru Linux.

## Subtitrări în limba de origine
Subtitrările în limba de origine (adică netraduse) sunt create cu intenția de a ajuta oamenii cu deficiențe de auz. Există mai multe studii care demonstrează că subtitrările netraduse pot ajuta la alfabetizarea populației, influențând puternic dezvoltarea unor abilități diverse legate de lectură și de înțelegerea textului. Acest tip de subtitrare este folosit de televiziunile naționale din India și Republica Populară Chineză. Conform academicianului indian Brij Kothari, subtitrările în limba de origine fac din exersarea cititului o activitate incidentală, automată și subconștientă, ceea ce poate îmbunătăți rata alfabetizării în India la un cost redus.

### Subtitrări în timp real
Unele transmisiuni, cum ar fi buletinele de știri, programele informative, sportive, talk-show-urile și evenimentele politice, pot fi difuzate împreună cu subtitrări în timp real. Practica este din ce în ce mai răspândită, mai ales în Regatul Unit și în Statele Unite, datorită unor legi care stipulează că aproape toate programele de televiziune ar trebui să fie ușor accesibile persoanelor surde sau cu deficiențe de auz. În practică, totuși, subtitrările „în timp real” au o întârziere de câteva secunde față de partea auditivă. Acest lucru se datorează faptului că subtitrările trebuie tastate manual de un operator, apoi codate și transmise. Ele pot conține și erori tipografice sau transcrieri eronate datorate înțelegerii greșite a cuvintelor de către operator și lipsei timpului necesar pentru corectarea acestora înainte de a fi transmise.

### Subtitrări complexe
Subtitrările complexe sunt destinate persoanelor surde sau cu deficiențe de auz. Acestea prezintă mai degrabă o transcriere decât o traducere și conțin descrieri are unor elemente auditive nonverbale, precum oftatul sau scârțâitul unei uși. Acest tip de subtitrare este folosit cu precădere în Statele Unite și în țări din vestul Europei.

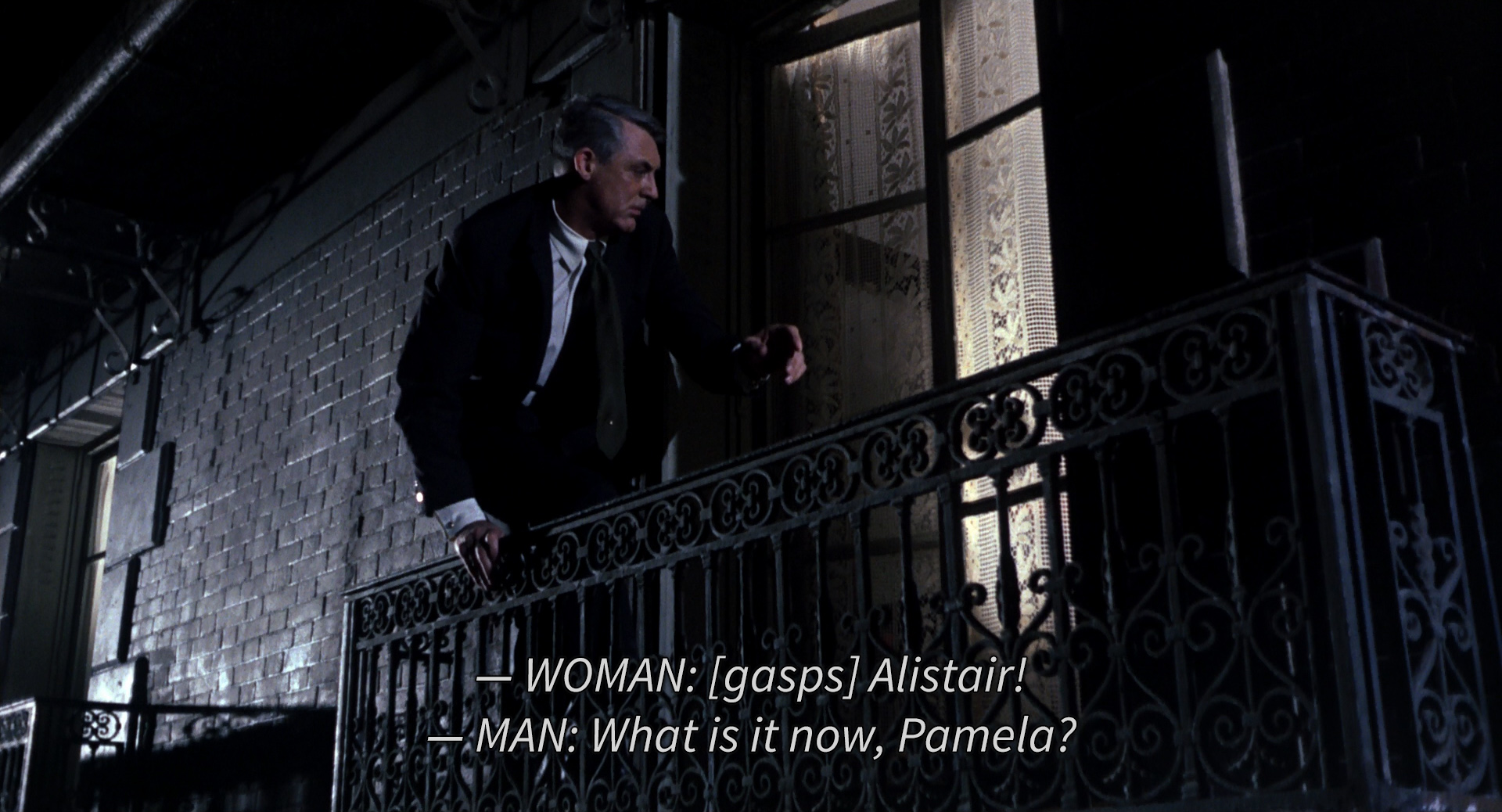
Subtitrare complexă în care apare numele vorbitorului (care nu e prezent pe ecran)
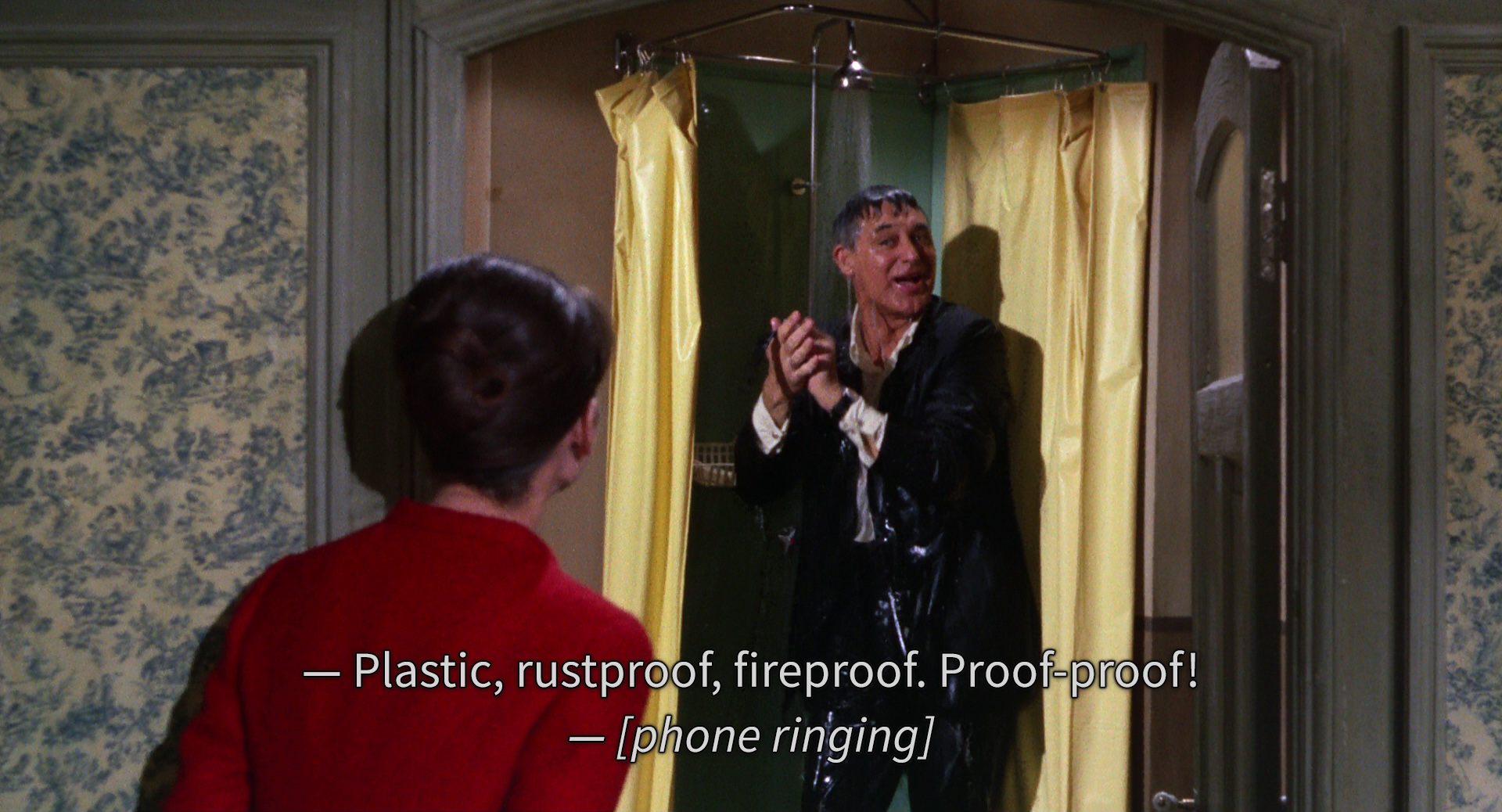
Subtitrare ce conține descrierea unui efect sonor
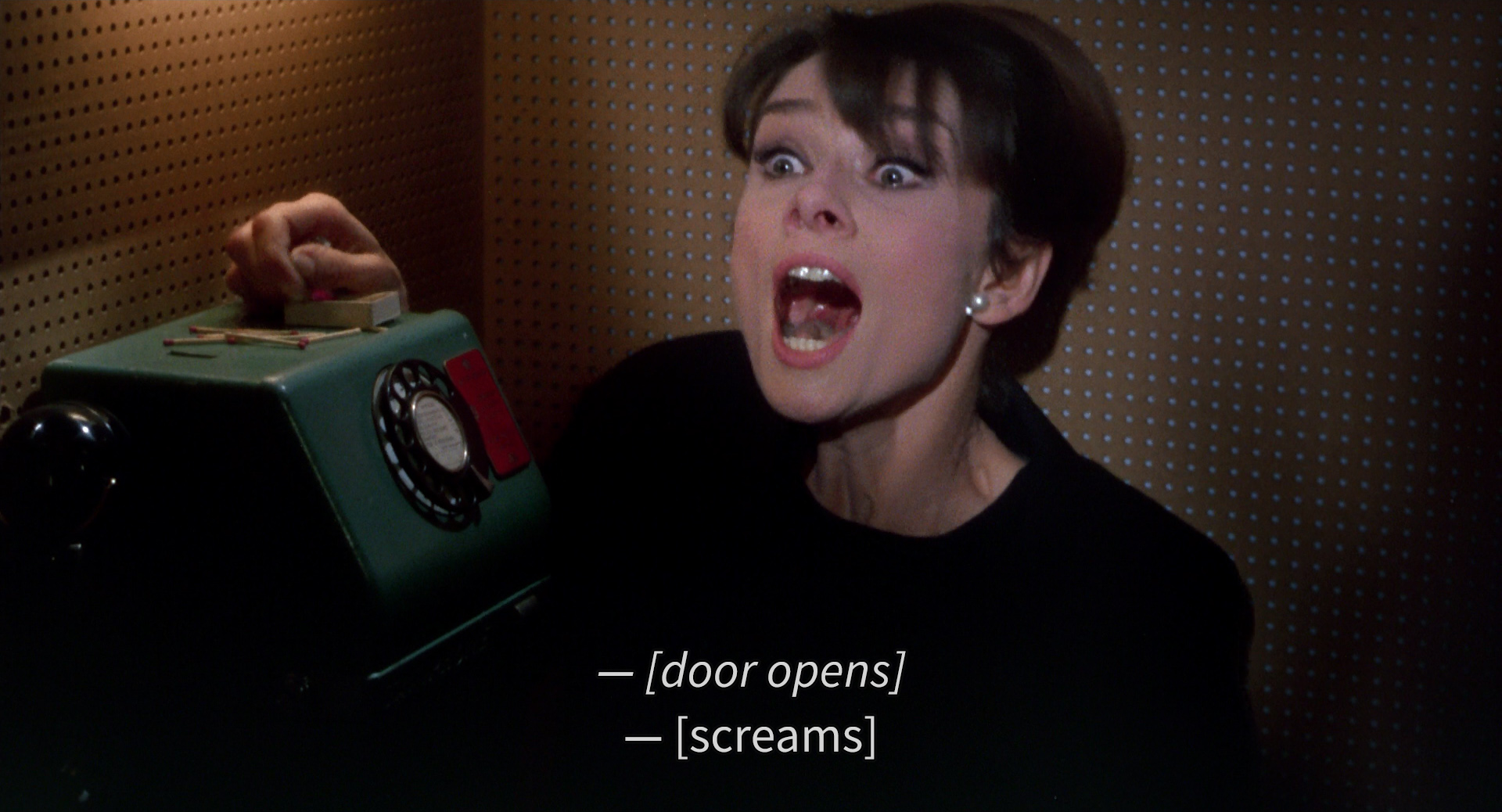
Subtitrare ce conține descrierea a două efecte sonore: unul din afara ecranului și unul de pe ecran
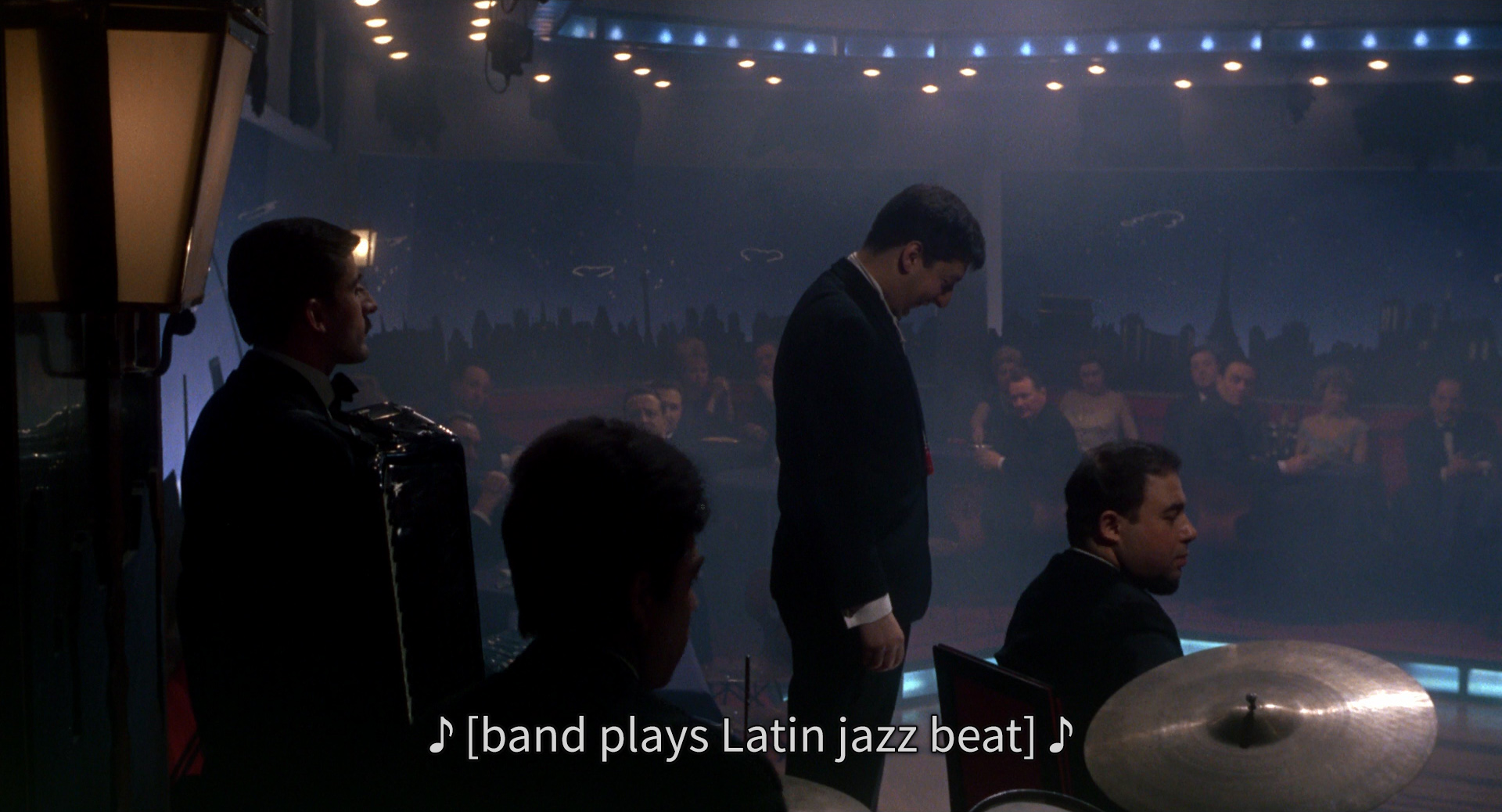
Subtitrare ce descrie prezența unui fond muzical
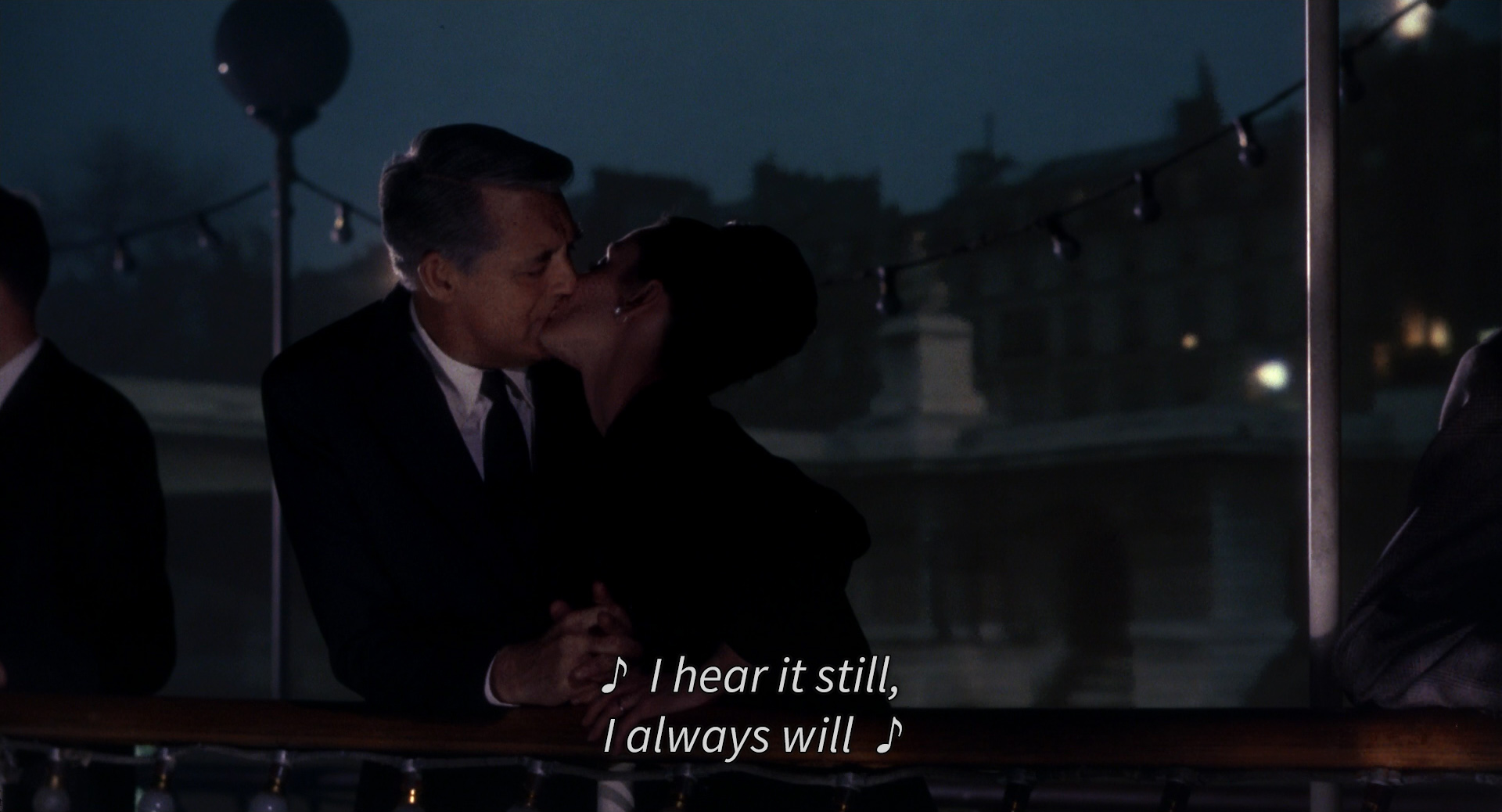
Subtitrare ce reprezintă transcrierea unor versuri

### Utilizarea de către persoanele cu auz normal
Deși subtitrările în limba de origine sunt produse în special pentru persoanele cu probleme de auz, și alte persoane aleg să le folosească, fiindcă, prin prezența lor, se pot asigura că nu pierd niciun cuvânt. Astfel de subtitrări pot fi utile în baruri sau în alte locuri publice unde este zgomot.
Filmele și emisiunile TV sunt însoțite adesea de subtitrări în cazul în care vorbitorul are un defect de vorbire. Este posibil și ca telespectatorii să aibă probleme cu înțelegerea unor dialecte cu care nu sunt familiarizați.
Subtitrările pot scoate în evidență și informații greu de obținut prin auz, precum versuri de cântece, replici șoptite sau rostite într-un accent regional cu care publicul larg nu este familiarizat, sau replici rostite de figuranți în fundal.
Persoanele care studiază o limbă străină pot, de asemenea, să se folosească de subtitrări în limba originală pentru a înțelege mai ușor replicile, fără să apeleze la subtitrări traduse.

#### În Asia
În unele țări est-asiatice, precum Republica Populară Chineză, Hong Kong și Taiwan, se obișnuiește folosirea de subtitrări în toate emisiunile preînregistrate. În aceste țări, scrierea este, în mare parte, uniformă, însă, fonetic, dialectele regionale pot fi complet neinteligibile pentru unii telespectatori. În consecință, subtitrajul conferă publicului un avantaj major în înțelegerea dialogului.
Subtitrările folosite în emisiunile de divertisment din Japonia sunt folosite mai mult în scop decorativ, artistic. Este un lucru obișnuit ca publicul să vadă cuvintele apărând unul câte unul, în ritmul vorbirii, în culori, fonturi și dimensiuni diferite, care să zugrăvească spiritul cuvintelor rostite. Japoneza și limbile asemănătoare au și un vocabular bogat de onomatopee, care sunt folosite în subtitraj, uneori însoțite de efecte sonore pentru un efect dramatic. Practica s-a răspândit și în țările apropiate Japoniei, precum Coreea de Sud și Taiwan.
În India, se practică subtitrarea filmelor și a videoclipurilor în limba de origine, cuvintele fiind evidențiate ca la karaoke, în ritmul vorbirii.

## Traduceri în alte limbi
Subtitrările pot fi folosite pentru traducerea dialogului dintr-o limbă străină în limba maternă a unui public anume. Nu este doar cea mai rapidă și mai ieftină metodă de a traduce conținutul, ci este, de obicei, și de preferat, fiindcă publicului i se dă oportunitatea de a asculta dialogul original și vocile actorilor.
Traducerile din subtitrări pot diferi de traducerile literale. În general, în procesul creării de subtitrări pentru un film sau o emisiune TV, traducătorul analizează partea vizuală și fiecare frază de dialog și interpretează înțelesul a ceea ce se vorbește, uneori în detrimentul formei inițiale a mesajului. Publicul nu apreciază întotdeauna acest lucru și se poate simți frustrat dacă cunoaște limba de origine a conținutului; limba vorbită poate conține cuvinte de umplutură sau cuvinte care reflectă implicații culturale și sociale care nu pot fi traduse corespunzător în formă scrisă. De asemenea, traducătorul se poate vedea nevoit să comprime dialogul pentru a obține o viteză de citire rezonabilă.
În subtitrările făcute de amatori, traducătorul poate alege să traducă și forma, și înțelesul. El poate afișa o notă informativă (de obicei între paranteze sau ca bloc separat de text). De exemplu, în limba japoneză există numeroase pronume de persoana I și numeroase particule onorifice, fiecare cu un grad diferit de politețe. Pentru a compensa, traducătorul poate reformula o frază, poate adăuga cuvinte sau poate adăuga note.

### Subtitraj vs. dublaj
Preferința pentru subtitraj sau dublaj în diverse țări se bazează, în principiu, pe decizii luate în anii 1920 și anii 1930. Odată cu apariția filmelor sonore, importatorii de filme din Germania, Italia, Franța și Spania au decis să dubleze vocile originale, în timp ce restul Europei a decis să folosească subtitrări. Alegerea a ținut, în mare parte, de situația financiară a fiecărei țări (subtitrajul e mai economic și mai rapid decât dublajul), dar în anii 1930, dublajul a devenit o preferință de ordin politic în Germania, Italia și Spania, datorită posibilității de a cenzura idei nedorite prin crearea unui dialog total diferit de original. Dublajul este și astăzi norma și forma favorizată în aceste patru țări, însă proporția de conținut subtitrat se află în creștere lentă, din necesitatea de a tăia costurile de traducere, dar și datorită acceptării tot mai mari din partea generațiilor tinere, ai căror membri sunt mai bine alfabetizați, ale căror cunoștințe de engleză (limba dominantă în film și televiziune) sunt tot mai bune și care ar putea prefera să audă dialogul original.
Cu toate acestea, în Spania, de exemplu, numai canalele publice de televiziune difuzează filme străine subtitrate, de obicei noaptea târziu. Odată cu apariția televiziunii digitale, însă, adăugarea de fluxuri audio originale și de subtitrări în spaniolă a devenit o practică destul de populară. Foarte puține cinematografe din Spania (dar și din Germania) rulează filme subtitrate. Filmele cu replici în galiciană, catalană sau bască sunt mereu dublate atunci când sunt rulate în regiunile în care nu se vorbesc aceste limbi.
În țările în care tradiția este de a se subtitra conținutul, dublajul este, în general, considerat ciudat și nenatural, fiind folosit doar pentru filmele de animație și pentru transmisiunile TV destinate copiilor. Cum filmele de animație sunt „dublate” chiar și în versiunea originală și cum zgomotele și efectele de fundal sunt deseori înregistrate separat, dublarea acestora într-o altă limbă produce doar efecte minore asupra experienței de vizionare. La conținutul filmat, însă, publicul este distras de faptul că sunetul nu se potrivește cu mișcarea buzelor actorilor. De asemenea, vocile dublate pot părea deplasate, nepotrivite cu personajele sau excesiv de expresive, iar unele sunete de fundal pot lipsi, de unde rezultă o experiență mai puțin plăcută de vizionare.

### Subtitrajul ca practică
Țări în care dublajul se folosește doar în programele pentru copii; altfel, se folosesc numai subtitrări.
     Țări care folosesc ocazional dublajul pe mai multe voci; altfel, se folosesc numai subtitrări.
     Țări care folosesc dublaj pe una sau două voci, cu sunetul original prezent la volum redus.
     Țări în care se folosește dublajul pentru majoritatea conținutului în limbi străine.

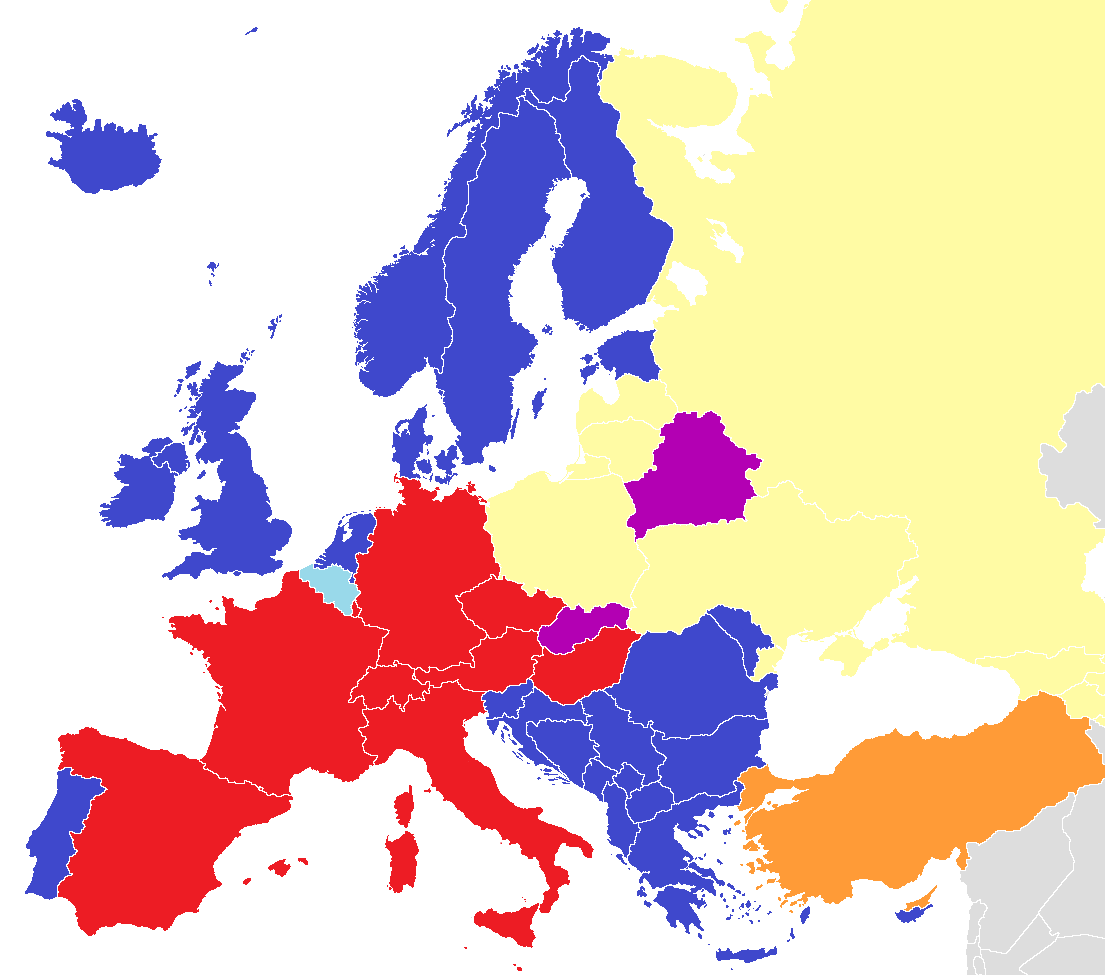
O hartă a Europei ce indică metodele de traducere folosite în fiecare țară.
Țări în care dublajul se folosește doar în programele pentru copii; altfel, se folosesc numai subtitrări.
Țări care folosesc ocazional dublajul pe mai multe voci; altfel, se folosesc numai subtitrări.
Țări care folosesc dublaj pe una sau două voci, cu sunetul original prezent la volum redus.
Țări în care se folosește dublajul pentru majoritatea conținutului în limbi străine.
Țări care își produc singure dublajul, dar care folosesc deseori variante dublate din alte țări în care se vorbesc limbi suficient de similare.

În numeroase țări/regiuni, aproape toate transmisiunile TV într-o limbă străină sunt subtitrate, nu dublate, în special în:
- Africa de Nord și Orientul Mijlociu — Se folosesc subtitrări în araba modernă standard pentru conținut străin, dar și pentru conținut în unele dialecte de limbă arabă. În unele țări, precum Liban, Algeria și Maroc, se transmit, simultan, și subtitrări în franceză.
- Africa de Sud — Din afrikaans, sesotho, xhosa și zulu în engleză.
- Albania — Programele pentru copii se dublează.
- Argentina — Doar televiziunile de cablu/satelit.
- Armenia — Programele pentru copii se dublează.
- Australia — În special de către SBS.
- Belgia — Subtitrări în olandeză în Flandra, dublaj în franceză în Valonia, subtitrări bilingve (olandeză-franceză) în cinematografele flamande și din Bruxelles, versiuni dublate în Valonia. Teleshoppingul și programele pentru copii se dublează.
- Birmania
- Bolivia
- Bosnia și Herțegovina
- Brazilia
- Chile — Doar televiziunile de cablu/satelit.
- Columbia — Doar televiziunile de cablu/satelit.
- Coreea de Sud
- Cuba
- Costa Rica — Televiziunile de cablu/satelit, dar și câteva canale naționale, precum Canal 7.
- Croația
- Danemarca — Programele pentru copii se dublează.
- Estonia
- Finlanda — Subtitrări în finlandeză sau suedeză. Programele pentru copii și vocile din off (în documentare) se dublează.
- Grecia — Programele pentru copii se dublează.
- Hong Kong — Uneori programele sunt dublate în cantoneză, dar este comun și subtitrajul.
- India — Majoritatea canalelor de limbă engleză oferă subtitrări în engleză.
- Indonezia — Unele filme sunt subtitrate în mai multe limbi.
- Irlanda — Subtitrări în engleză, chiar și la transmisiunile în irlandeză. TG4 oferă ocazional subtitrări în irlandeză.
- Islanda — Programele pentru copii se dublează, dar cinematografele dau seara versiuni subtitrate ale filmelor pentru copii. Vocile din off din documentare sunt uneori dublate, dar dialogul este întotdeauna subtitrat.
- Israel — Filmele și transmisiunile TV în alte limbi sunt mereu subtitrate în ebraică. Subtitrările bilingve (ebraică-arabă, ebraică-rusă) sunt comune la canalele publice. Este comună și subtitrarea emisiunilor domestice în ebraică, pentru persoane cu probleme de auz. Programele destinate copiilor de grădiniță se dublează.
- Japonia — În paralel cu dublajul.
- Letonia — Subtitrări în letonă, uneori și în emisiunile de limbă letonă. Canalele de limbă rusă oferă subtitrări în rusă.
- Malaezia
- Muntenegru — Subtitrări în muntenegreană; unele programe pentru copii sunt dublate în muntenegreană; se importă frecvent subtitrări în sârbă și croată.
- Norvegia — Programele pentru copii se dublează, dar cinematografele dau seara versiuni subtitrate ale filmelor pentru copii. Vocile din off din documentare sunt uneori dublate, dar dialogul este întotdeauna subtitrat.
- Peru — Subtitrări în aimara și quechua.
- Polonia — Aproape toate filmele cu imagini reale sunt subtitrate în cinematografe.
- Portugalia — Programele pentru copii și documentarele se dublează.
- Regatul Unit
- Republica Macedonia
- Republica Moldova
- Republica Populară Chineză — Majoritatea programelor în chineză sunt subtitrate tot în chineză, pentru inteligibilitate interdialectală.
- România — Programele pentru copii și unele programe de teleshopping se dublează.
- Serbia — Teleshoppingul și programele pentru copii se dublează.
- Slovenia
- Singapore — Subtitrări în engleză, chineză și malaeză; uneori subtitrările sunt în două limbi simultan.
- Statele Unite
- Suedia — Programele pentru copii se dublează, dar cinematografele dau seara versiuni subtitrate ale filmelor pentru copii. Vocile din off din documentare sunt uneori dublate, dar dialogul este întotdeauna subtitrat.
- Taiwan
- Turcia
- Țările de Jos — Programele pentru copii se dublează.
- Ucraina — Transmisiunile în rusă sunt deseori însoțite de subtitrări în ucraineană.
- Uruguay — Doar televiziunile de cablu/satelit.
- Venezuela — Doar televiziunile de cablu/satelit.

Se întâmplă des ca și canalele în limbi minoritare să aibă subtitrări în limba dominantă, de exemplu S4C (Țara Galilor), TG4 (Irlanda), Yle Fem (Finlanda).

## Formate de subtitrări

### Pentru lectoare software
| Nume                        | Extensie    | Tip            | Stilizare de ext | Metadate | Sincronizare pe bază de... | Precizie                     |
| --------------------------- | ----------- | -------------- | ---------------- | -------- | -------------------------- | ---------------------------- |
| AQTitle                     | .aqt        | text           | Da               | Da       | cadru                      | 1 cadru                      |
| EBU-TT-D                    | —           | XML            | Da               | Da       | timp scurs                 | nelimitată                   |
| Gloss Subtitle              | .gsub       | HTML/XML       | Da               | Da       | timp scurs                 | 10 ms                        |
| JACOSub                     | .jss        | text cu marcaj | Da               | Nu       | timp scurs                 | depinde de cadru             |
| MicroDVD                    | .sub        | text           | Nu               | Nu       | cadru                      | 1 cadru                      |
| MPEG-4 Timed Text           | .ttxt       | XML            | Da               | Nu       | timp scurs                 | 1 ms                         |
| MPSub                       | .sub        | text           | Nu               | Da       | timp secvențial            | 10 ms                        |
| Ogg Writ                    | —           | text           | Da               | Da       | granule secvențiale        | depinde de secvențele binare |
| Phoenix Subtitle            | .pjs        | text           | Nu               | Nu       | cadru                      | 1 cadru                      |
| PowerDivX                   | .psb        | text           | Nu               | Nu       | timp scurs                 | 1 s                          |
| RealText                    | .rt         | HTML           | Da               | Nu       | timp scurs                 | 10 ms                        |
| SAMI                        | .smi        | HTML           | Da               | Da       | cadru                      | 1 cadru                      |
| Spruce subtitle format      | .stl        | Text           | Da               | Da       | timp secvențial/cadru      | depinde                      |
| Structured Subtitle Format  | .ssf        | XML            | Da               | Da       | timp scurs                 | 1 ms                         |
| SubRip                      | .srt        | text           | Da               | Nu       | timp scurs                 | 1 ms                         |
| (Advanced) SubStation Alpha | .ssa/.ass   | text           | Da               | Da       | timp scurs                 | 10 ms                        |
| SubViewer                   | .sub        | text           | Nu               | Da       | timp scurs                 | 10 ms                        |
| Universal Subtitle Format   | .usf        | XML            | Da               | Da       | timp scurs                 | 1 ms                         |
| VobSub                      | .sub + .idx | grafic         | —                | —        | timp scurs                 | 1 ms                         |
| XSUB                        | —           | grafic         | —                | —        | timp scurs                 | 1 ms                         |

Există multe alte formate mai puțin comune. Majoritatea sunt în format textual, cu extensia .txt.

### Pentru alte forme de difuzare
- Cinematografe: Cinema, D-Cinema
- Discuri: subtitrări DVD-Video, subtitrări Blu-ray
- Internet: SMIL, TTML/DFXP, WebVTT
- Televiziune: teletext, subtitrări DVB, Philips Overlay Graphics Text, Imitext

Subtitrările create pentru difuzare televizată sunt stocate în diverse formate, dintre care majoritatea sunt proprietare. Mai jos sunt enumerate câteva exemple:
.ESY .XIF .X32 .PAC .RAC .CHK .AYA .890 .CIP .CAP .ULT .USF .CIN .L32 .ST4 .ST7 .TIT .STL
Formatul EBU definit de Referința Tehnică 3264-E este un format „deschis” destinat schimbului de subtitrări între posturi de televiziune. Fișierele în acest format au extensia .stl (a nu se confunda cu „Spruce subtitle format” menționat anterior).

## Lipsa intenționată a subtitrărilor
În majoritatea cazurilor în care într-un film se vorbește o limbă străină, se folosesc subtitrări pentru a traduce cititorului replicile rostite. Totuși, există cazuri când replicile în limbi străine sunt lăsate netraduse (și, deci, de neînțeles pentru public). Asta are loc atunci când un film este văzut prin prisma unui personaj care nu cunoaște o anumită limbă. Prin lipsa subtitrărilor, publicul simte aceeași senzație de confuzie și înstrăinare pe care o simte personajul principal.

## Subtitrările ca sursă de umor
Ocazional, filmele se folosesc de subtitrări pentru satiră.
- În Annie Hall, personajele Alvy Singer și Annie Hall poartă o conversație, iar adevăratele lor gânduri apar în subtitrări.
- În Impostorii, un personaj vorbește o limbă străină, în timp ce alt personaj se ascunde sub un pat. Deși personajul ascuns nu înțelege limba, poate citi subtitrările, care, din punctul lui de vedere, sunt inversate pe orizontală. Încercarea lui de a descifra subtitrările amplifică umorul scenei.
- Pe Internet circulă diverse parodii după scene din Ultimele zile ale lui Hitler, care conțin subtitrări ce nu au legătură cu replicile originale, deseori cu rezultate amuzante, indecente sau jignitoare.
- În Comedie de groază 4, există o scenă în care actorii vorbesc japoneză falsă (nonsens care sună a japoneză și care include câteva nume de companii japoneze), iar conținutul subtitrărilor este „adevărata” conversație.
- În Încă un film despre adolescenți?!, personajul Areola, eleva străină nudă, vorbește engleză cu un accent perfect inteligibil, însă replicile ei sunt subtitrate oricum. Textul este spațiat astfel încât să se dea din calea sânilor ei goi.
- Într-un episod din The Angry Beavers, la un moment dat, Norbert începe să vorbească într-un accent european atât de pronunțat încât apar subtitrări în josul ecranului. Daggett împinge subtitrările ca să dispară de pe ecran.
- Filmul Crank: Răzbunare și adrenalină conține o scenă în care personajul Chev Chelios citește subtitrarea pentru a înțelege o replică din partea unui personaj asiatic. Cuvintele stau cu fața către Chev. Mai târziu, o exclamare în chineză din partea unui alt personaj asiatic este subtitrată tot în chineză.
- În Instinct fatal, două personaje vorbesc în idiș despre planul lor de asasinare, dar sunt descoperiți de un al treilea personaj care citește subtitrările de pe ecran.

O sursă accidentală de umor în subtitrări sunt DVD-urile ilegale produse în țări nevorbitoare de engleză (în special Republica Populară Chineză). Aceste DVD-uri conțin adesea subtitrări de calitate extrem de slabă, posibil obținute prin traducere automată recursivă, producând rezultate comice. Unul dintre cele mai cunoscute exemple este o copie chinezească a filmului Războiul stelelor - Episodul III: Răzbunarea Sith, în care titlul a fost subtitrat „Star war: The third gathers - The backstroke of the west” („Războiul stelei: Al treilea strânge - Înotul pe spate din vest”). Expresia „好象” („se pare”) a fost tradusă de mai multe ori ca „good elephant” („bun elefant”), „Jedi Council” („Consiliul Jedi”) devine „Presbyterian Church” („Biserica Prezbiteriană”), iar strigătul lui Vader, „Nooooooooo!” („不要”, „Nuuuuuuuuu!”) a devenit „do not want” („a nu vrea”). „Do not want” a devenit o memă pe Internet.